# Язловчик
Язло́вчик — річка в Україні, в межах Чортківського району Тернопільської області. Ліва притока Вільхівця (басейн Стрипи).

## Опис
Живлення Язловчика — мішане: основне водонаповнення йде від кількох джерел, також дощові і ґрунтові води.

## Розташування
Річка бере початок із джерел на схід від с. Помірці. Тече на південь. Впадає у Вільховець на південному заході від села Язловець.

## Села над Язловчиком
Передмістя, Броварі, Язловець.

## Походження назви
Назва походить від назви села Язловець.